# Яхин, Эрнест Робертович
Эрне́ст Ро́бертович Я́хин (род. 9 января 1991, Уфа, Башкирская АССР, РСФСР, СССР) — российский спортсмен, специализируется по лыжному двоеборью, член сборной команды России (с 2008 года), член олимпийской сборной команды России (с 2014). Мастер спорта России.
Чемпион России (2013 — командный спринт). Серебряный (2012 — командное первенство) и бронзовый (2011, 2013 — командное первенство, 2013 — спринт) призёр чемпионатов России. Серебряный призёр летнего чемпионата России (2013 — командный спринт). Призёр и победитель первенств России среди юношей и юниоров. победитель и призёр Спартакиады 2009, двукратный победитель Спартакиады 2012.
Участник трёх первенств мира среди юниоров, участник чемпионата мира, кубка мира.
Выпускник Стерлитамакского ГИФК.
Родился и живёт в Уфе.
Первый тренер — В. Пеньков, сейчас — Р. Ш. Закиров.
Выступает за СДЮШОР.